# Mirko Oremuš
Mirko Oremuš (ur. 6 września 1988 w Trogirze) – chorwacki piłkarz grający na pozycji prawego pomocnika w FK Sarajevo.

## Życiorys
Do 2007 roku występował w drużynie juniorów Hajduka. W barwach pierwszej drużyny zadebiutował 2 września 2007 w meczu z Slavenem Belupo (2:2). W styczniu 2008 roku został wypożyczony na pół roku do trzecioligowego zespołu NK Novalja. 27 marca 2009 roku zadebiutował w reprezentacji U-21 w meczu z Czarnogórą (1:1). Przed sezonem 2011/2012 został wypożyczony do izraelskiego Hapoelu Tel Awiw. Grał też w Hapoelu Akka i Hapoelu Petach Tikwa. W 2015 przeszedł do RNK Split.
| Sezon     | Zespół              | Liga          | Mecze | Gole |
| --------- | ------------------- | ------------- | ----- | ---- |
| 2007/2008 | Hajduk Split        | Prva HNL      | 1     | 1    |
| 2007/2008 | NK Novalja          | Treća HNL     | 13    | 6    |
| 2008/2009 | Hajduk Split        | Prva HNL      | 21    | 3    |
| 2009/2010 | Hajduk Split        | Prva HNL      | 26    | 1    |
| 2010/2011 | Hajduk Split        | Prva HNL      | 21    | 2    |
| 2011/2012 | Hajduk Split        | Prva HNL      | 1     | 0    |
| 2011/2012 | Hapoel Tel Awiw     | Ligat ha’Al   | 19    | 2    |
| 2012/2013 | Hajduk Split        | Prva HNL      | 26    | 0    |
| 2013/2014 | Hapoel Akka         | Ligat ha’Al   | 27    | 2    |
| 2014/2015 | Hapoel Petach Tikwa | Ligat ha’Al   | 29    | 2    |
| 2015/2016 | RNK Split           | Prva HNL      | 16    | 1    |
| 2016/2017 | Hapoel Aszkelon     | Ligat ha’Al   | 19    | 0    |
| 2017/2018 | Hapoel Aszkelon     | Ligat ha’Al   | 20    | 5    |
| 2018/2019 | Hapoel Ra’ananna    | Ligat ha’Al   | 30    | 1    |
| 2019/2020 | FK Sarajevo         | Premijer liga | 8     | 0    |
| 2020/2021 | FK Sarajevo         | Premijer liga |       |      |